# Giuseppe Sappa
Giuseppe Sappa (Torino, 25 agosto 1803 – Roma, 20 maggio 1873) è stato un magistrato e politico italiano.
Il titolo nobiliare di Barone, non lo ha ereditario, ma gli fu concesso con regie patenti di SM il Re del 14 settembre 1843.

## Incarichi parlamentari
Nella IV Legislatura del Regno di Sardegna:
- Commissione del bilancio, membro dal 7 gennaio 1850 al 19 novembre 1850
- Commissione del bilancio, membro dal 26 novembre 1850 al 27 febbraio 1852
- Commissione del bilancio, membro dal 28 giugno 1852 al 21 novembre 1853

Nella V Legislatura del Regno di Sardegna:
- Ufficio di presidenza Vicepresidente dal 19 dicembre 1853 al 25 ottobre 1857[2]

Il 20 novembre 1861 venne nominato Senatore del Regno di Sardegna.